# Belonchamp
Belonchamp est une commune française située dans le département de la Haute-Saône, en Franche-Comté, dans la région administrative Bourgogne-Franche-Comté.

## Géographie
Belonchamp est située à l'entrée des Vosges saônoises, le long de la D 486 entre Melisey et Ternuay. La commune est traversée par l'Ognon.

### Géologie et relief

Limite des glaciations sur le plateau des Mille étangs et dépôts morainiques.

Belonchamp est située en bordure du plateau des Mille étangs et au pied des Vosges saônoises. La commune repose sur un sol constitué de dépôt glaciaire dû à l'ancien glacier qui recouvrait la vallée et qui a laissé des blocs erratiques et des verrous.

### Climat
Pour des articles plus généraux, voir Climat de la Bourgogne-Franche-Comté et Climat de la Haute-Saône.
En 2010, le climat de la commune est de type climat de montagne, selon une étude du Centre national de la recherche scientifique s'appuyant sur une série de données couvrant la période 1971-2000. En 2020, Météo-France publie une typologie des climats de la France métropolitaine dans laquelle la commune est exposée à un climat semi-continental et est dans une zone de transition entre les régions climatiques « Lorraine, plateau de Langres, Morvan » et « Vosges ».
Pour la période 1971-2000, la température annuelle moyenne est de 9,8 °C, avec une amplitude thermique annuelle de 17 °C. Le cumul annuel moyen de précipitations est de 1 483 mm, avec 14,2 jours de précipitations en janvier et 10,7 jours en juillet. Pour la période 1991-2020, la température moyenne annuelle observée sur la station météorologique de Météo-France la plus proche, « Belfahy_sapc », sur la commune de Belfahy à 9 km à vol d'oiseau, est de 9,0 °C et le cumul annuel moyen de précipitations est de 1 913,4 mm. 
La température maximale relevée sur cette station est de 35,1 °C, atteinte le 24 juillet 2019 ; la température minimale est de −17,7 °C, atteinte le 20 décembre 2009,,.
Les paramètres climatiques de la commune ont été estimés pour le milieu du siècle (2041-2070) selon différents scénarios d'émission de gaz à effet de serre à partir des nouvelles projections climatiques de référence DRIAS-2020. Ils sont consultables sur un site dédié publié par Météo-France en novembre 2022.

## Urbanisme

### Typologie
Au 1er janvier 2024, Belonchamp est catégorisée commune rurale à habitat dispersé, selon la nouvelle grille communale de densité à sept niveaux définie par l'Insee en 2022.
Elle est située hors unité urbaine. Par ailleurs la commune fait partie de l'aire d'attraction de Lure, dont elle est une commune de la couronne,. Cette aire, qui regroupe 33 communes, est catégorisée dans les aires de moins de 50 000 habitants,.

### Occupation des sols
L'occupation des sols de la commune, telle qu'elle ressort de la base de données européenne d’occupation biophysique des sols Corine Land Cover (CLC), est marquée par l'importance des forêts et milieux semi-naturels (76,4 % en 2018), une proportion identique à celle de 1990 (76,4 %). La répartition détaillée en 2018 est la suivante : 
forêts (76,4 %), prairies (14,1 %), zones agricoles hétérogènes (6,8 %), eaux continentales (2,7 %). L'évolution de l’occupation des sols de la commune et de ses infrastructures peut être observée sur les différentes représentations cartographiques du territoire : la carte de Cassini (XVIIIe siècle), la carte d'état-major (1820-1866) et les cartes ou photos aériennes de l'IGN pour la période actuelle (1950 à aujourd'hui).

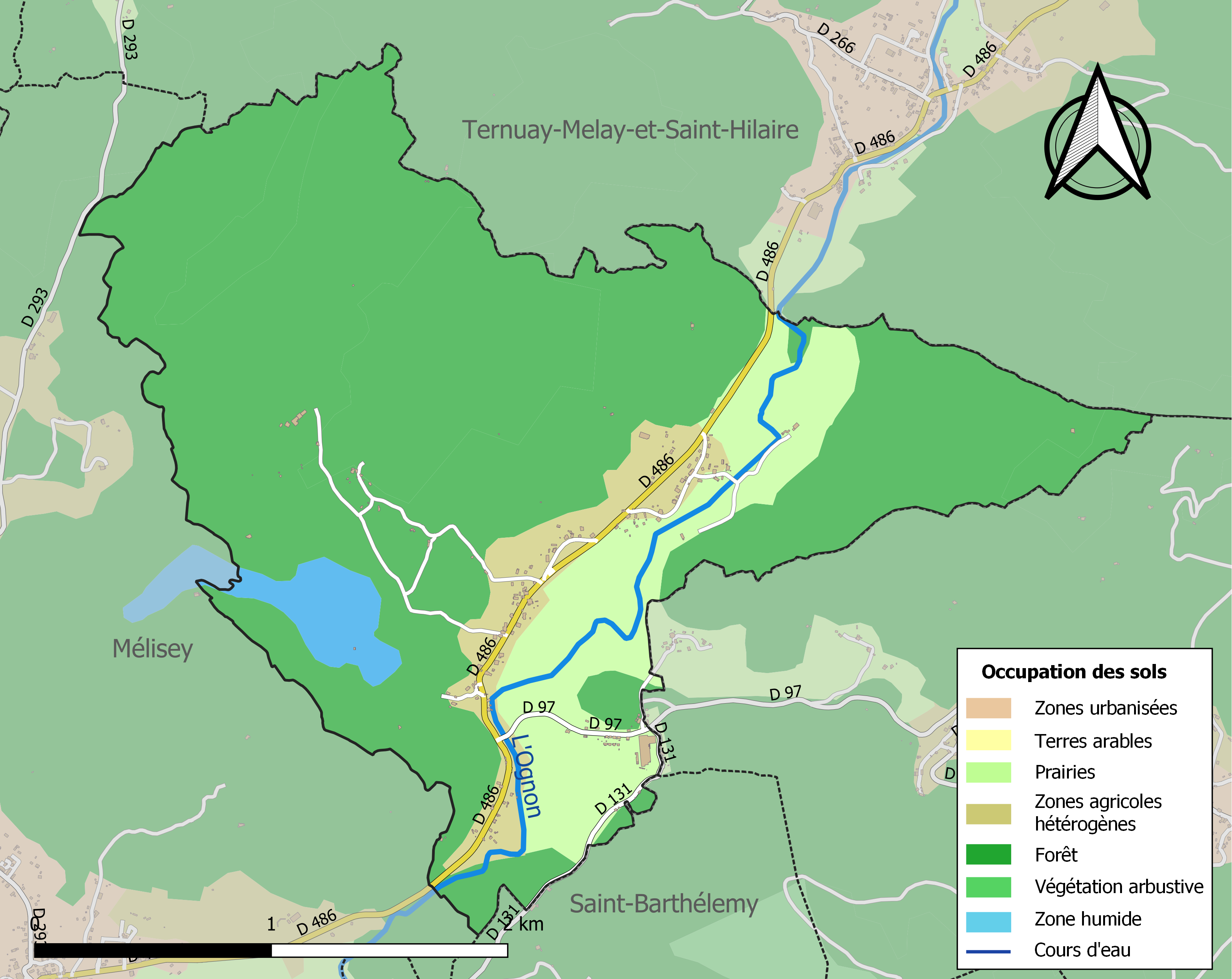
Carte des infrastructures et de l'occupation des sols de la commune en 2018 (CLC).

## Histoire
Belonchamp faisait autrefois partie de la baronnie de Melisey et dépendait des seigneurs de Faucogney.
On peut encore voir les vestiges de deux châteaux forts. Dans celui du Châtelet, on a découvert des médailles à l'effigie d'empereurs romains, tandis qu'au pied des ruines du mont Chaton ont été retrouvées des pièces d'armures. Celles-ci auraient été abandonnées là à la suite d'un combat entre les Lorrains et les Espagnols.

## Politique et administration

Carte départementale représentant en rouge la communauté de communes des mille étangs.

### Rattachements administratifs et électoraux
La commune fait partie de l'arrondissement de Lure du département de la Haute-Saône, en région Bourgogne-Franche-Comté. Pour l'élection des députés, elle dépend de la deuxième circonscription de la Haute-Saône.
Elle fait partie depuis 1793 du canton de Mélisey. Dans le cadre du redécoupage cantonal de 2014 en France, ce canton s'est agrandi, passant de 13 à 34 communes.

### Intercommunalité
La commune fait partie de la communauté de communes des mille étangs depuis le 1er janvier 2017.

### Liste des maires

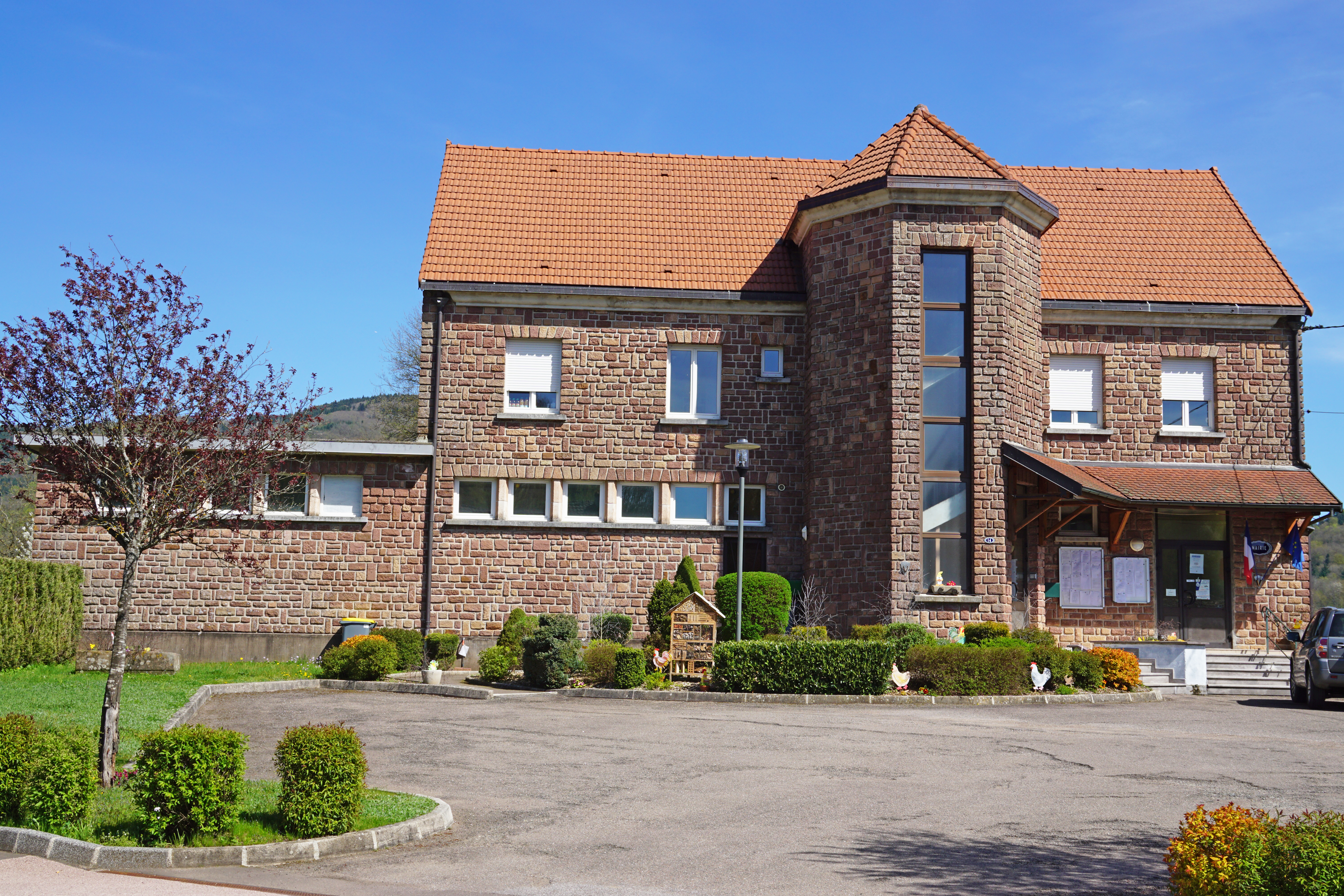
La mairie.

| Période                                  | Période                   | Identité        | Étiquette | Qualité  |
| ---------------------------------------- | ------------------------- | --------------- | --------- | -------- |
| Les données manquantes sont à compléter. |                           |                 |           |          |
|                                          | mars 1977                 | Pierre Drovin   |           |          |
| mars 1977                                | juin 1995                 | Vincent Mellina | PCF       |          |
| juin 1995                                | février 2004              | Guy Jeanroy     |           |          |
| avril 2004                               | mai 2020                  | Rémy Noël       | DVG       | Retraité |
| mai 2020                                 | En cours (au 8 juin 2020) | Vincent Sarre   | SE        |          |

## Démographie
Ses habitants sont les Blanchenets.
L'évolution du nombre d'habitants est connue à travers les recensements de la population effectués dans la commune depuis 1793. Pour les communes de moins de 10 000 habitants, une enquête de recensement portant sur toute la population est réalisée tous les cinq ans, les populations de référence des années intermédiaires étant quant à elles estimées par interpolation ou extrapolation. Pour la commune, le premier recensement exhaustif entrant dans le cadre du nouveau dispositif a été réalisé en 2004.

En 2022, la commune comptait 207 habitants, en évolution de +2,99 % par rapport à 2016 (Haute-Saône : −1,4 %, France hors Mayotte : +2,11 %).
| 1793 | 1800 | 1806 | 1821 | 1831 | 1836 | 1841 | 1846 | 1851 |
| ---- | ---- | ---- | ---- | ---- | ---- | ---- | ---- | ---- |
| 290  | 306  | 325  | 320  | 270  | 426  | 427  | 405  | 418  |

| 1856 | 1861 | 1866 | 1872 | 1876 | 1881 | 1886 | 1891 | 1896 |
| ---- | ---- | ---- | ---- | ---- | ---- | ---- | ---- | ---- |
| 393  | 398  | 398  | 387  | 378  | 366  | 379  | 361  | 391  |

| 1901 | 1906 | 1911 | 1921 | 1926 | 1931 | 1936 | 1946 | 1954 |
| ---- | ---- | ---- | ---- | ---- | ---- | ---- | ---- | ---- |
| 386  | 350  | 346  | 338  | 358  | 360  | 373  | 370  | 377  |

| 1962 | 1968 | 1975 | 1982 | 1990 | 1999 | 2004 | 2006 | 2009 |
| ---- | ---- | ---- | ---- | ---- | ---- | ---- | ---- | ---- |
| 358  | 320  | 262  | 254  | 238  | 202  | 218  | 226  | 235  |

| 2014 | 2019 | 2022 | - | - | - | - | - | - |
| ---- | ---- | ---- | - | - | - | - | - | - |
| 216  | 210  | 207  | - | - | - | - | - | - |

## Culture locale et patrimoine

### Lieux et monuments

#### Sites naturels

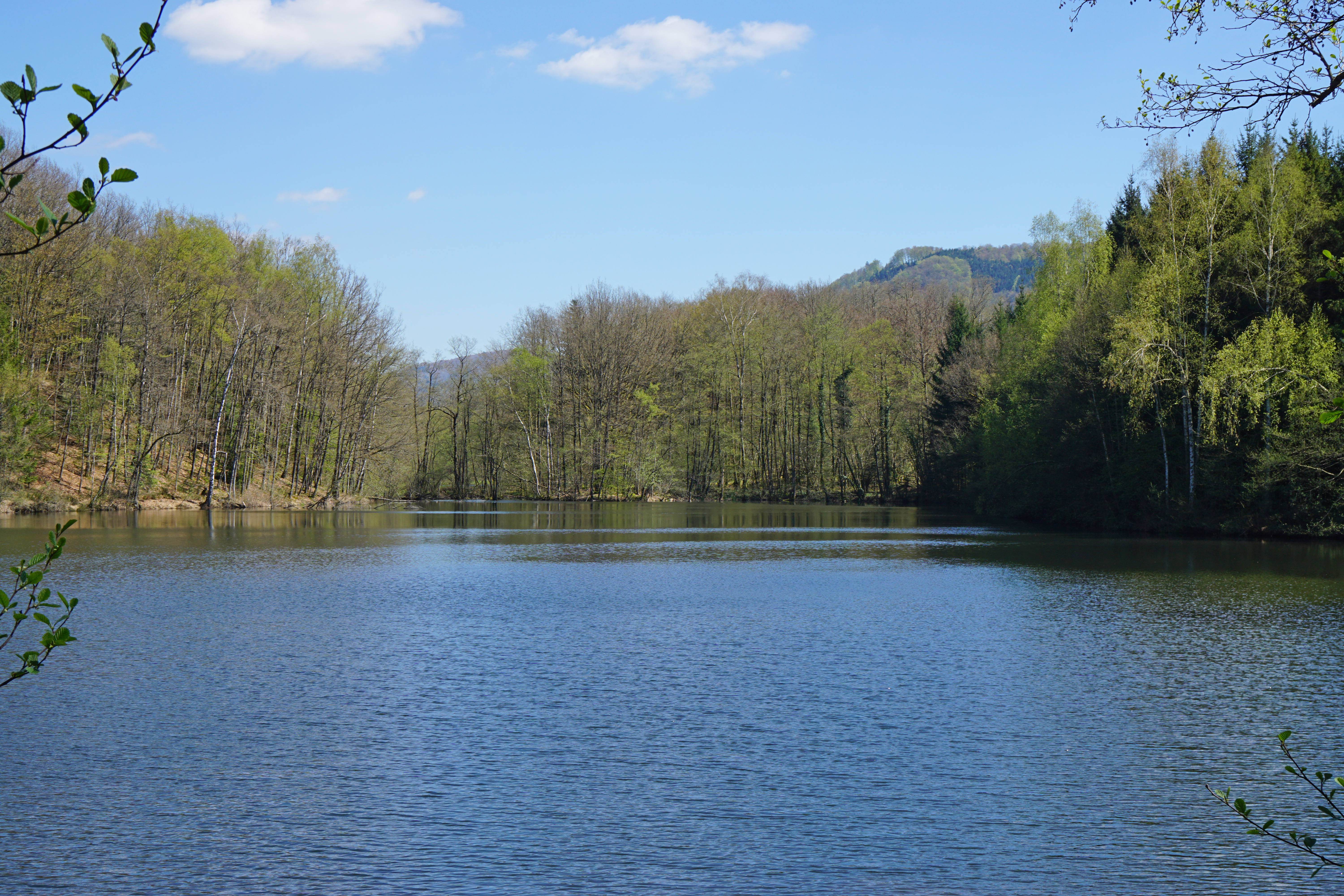
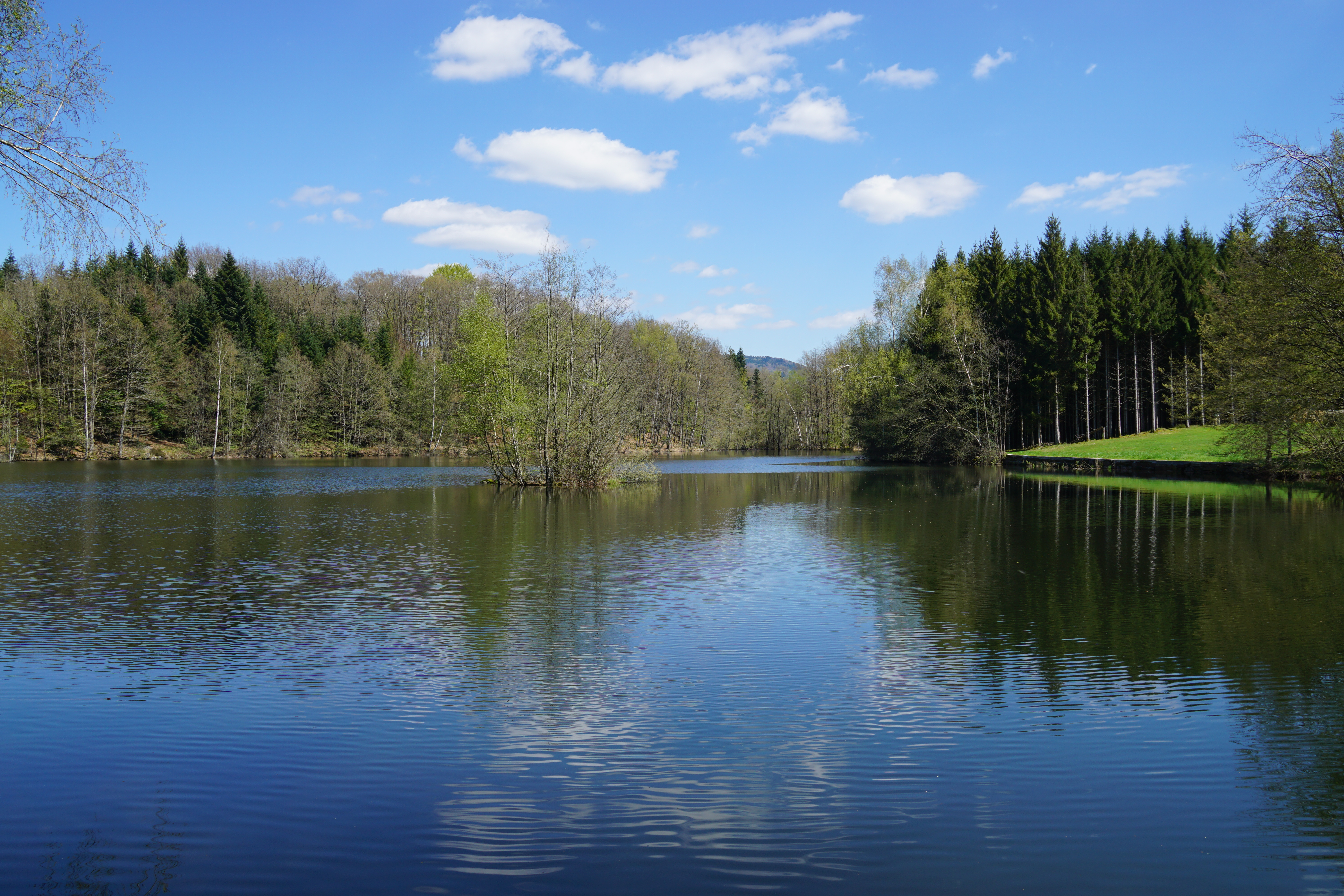

- L'étang du Grand Rosbeck.

#### Sites architecturaux
- La mairie est située dans l'ancienne école. Elle a été construite au début du XIXe siècle en grès.
- Le calvaire de 1349 situé devant la mairie est surnommé "Croix de la Peste".
- Un monument aux morts et une stèle commémorative en hommage à Michel Thiebaud, jeune résistant des Francs-tireurs et partisans tué le 21 septembre 1944[22],[23].
- l'ancienne gare des chemins de fer vicinaux de la Haute-Saône.
- Une reproduction de la grotte de Lourdes.
- Début 2017, la commune est « réputée sans clochers »[24].

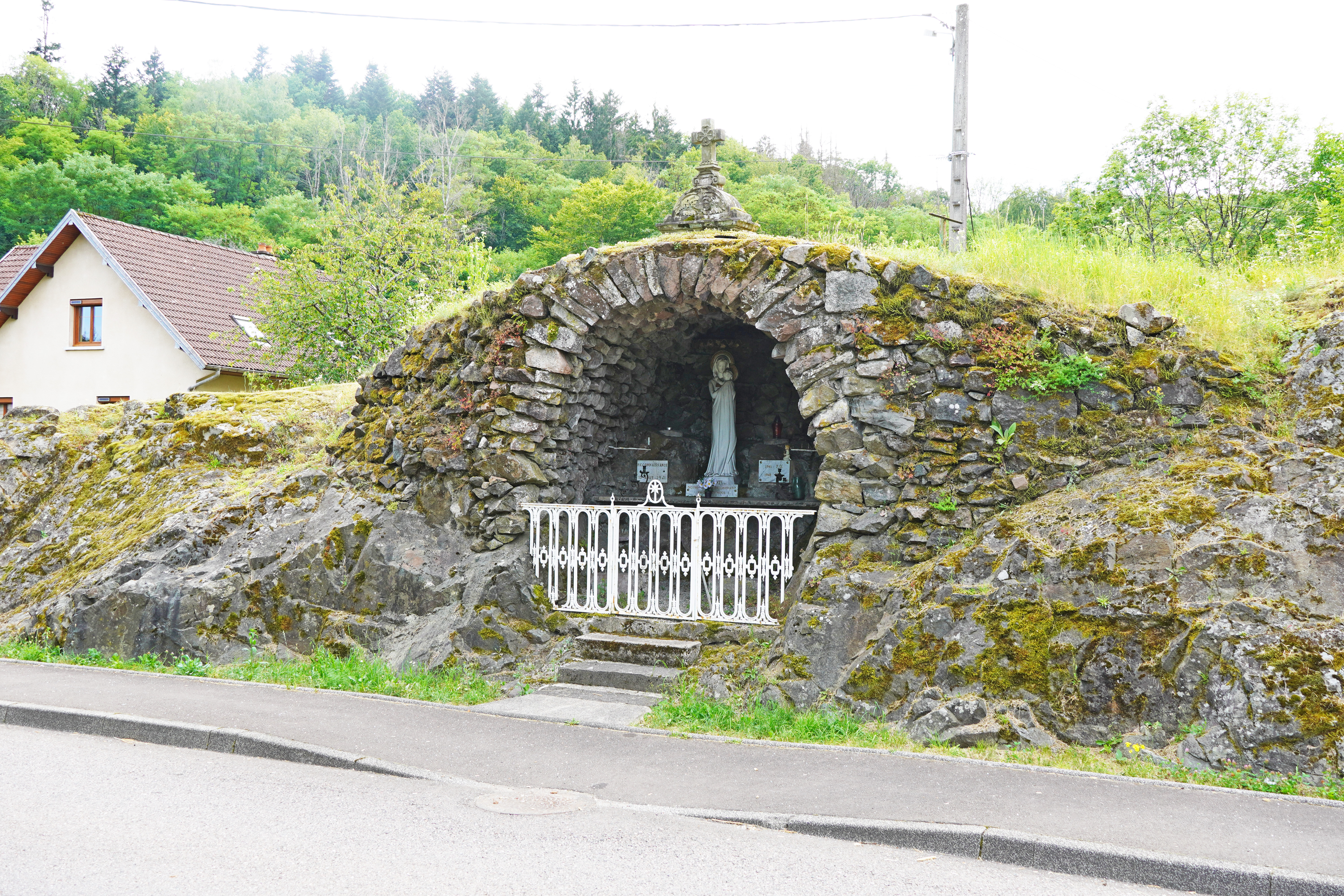
Reproduction de la grotte de Lourdes.
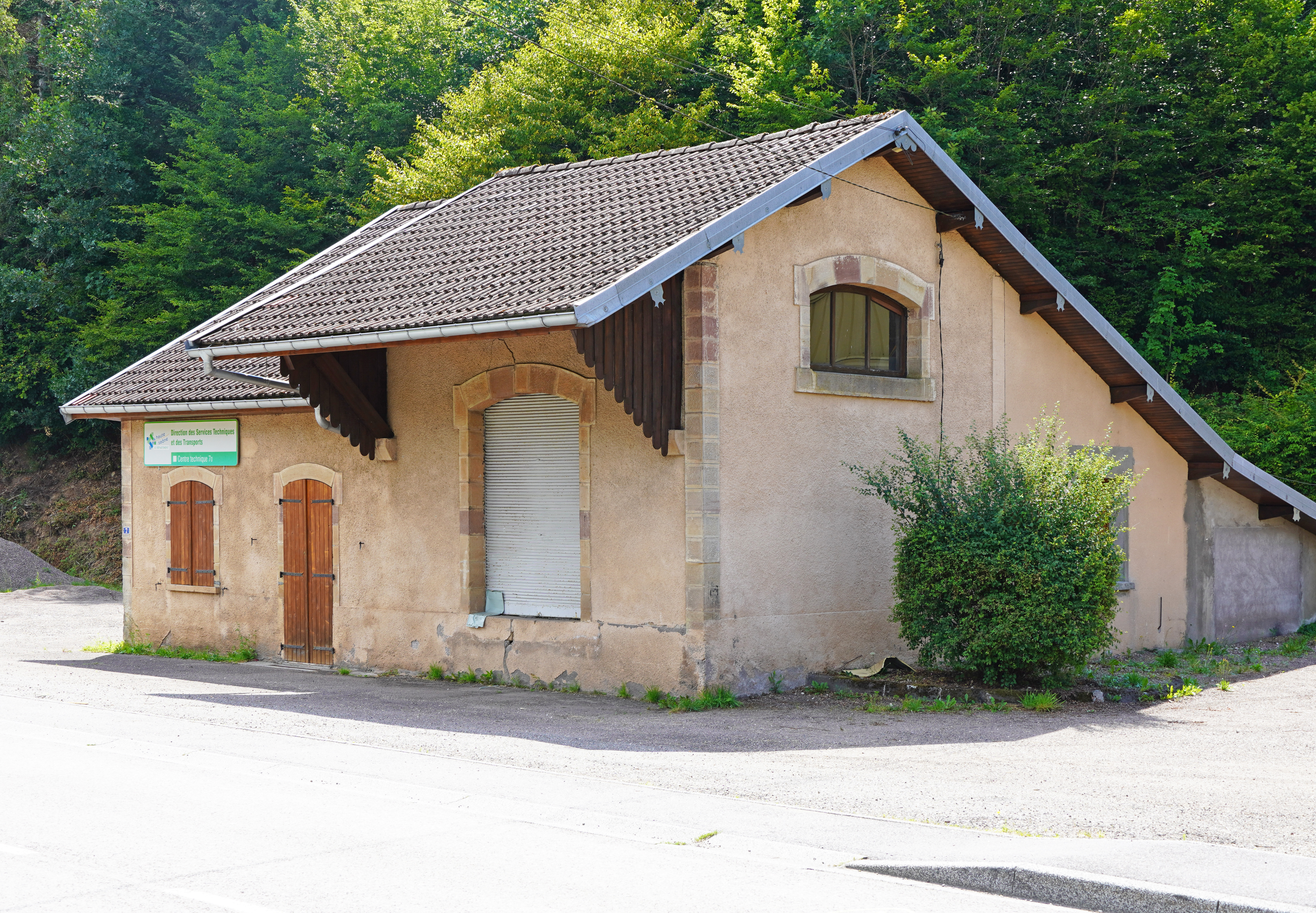
L'ancienne gare.
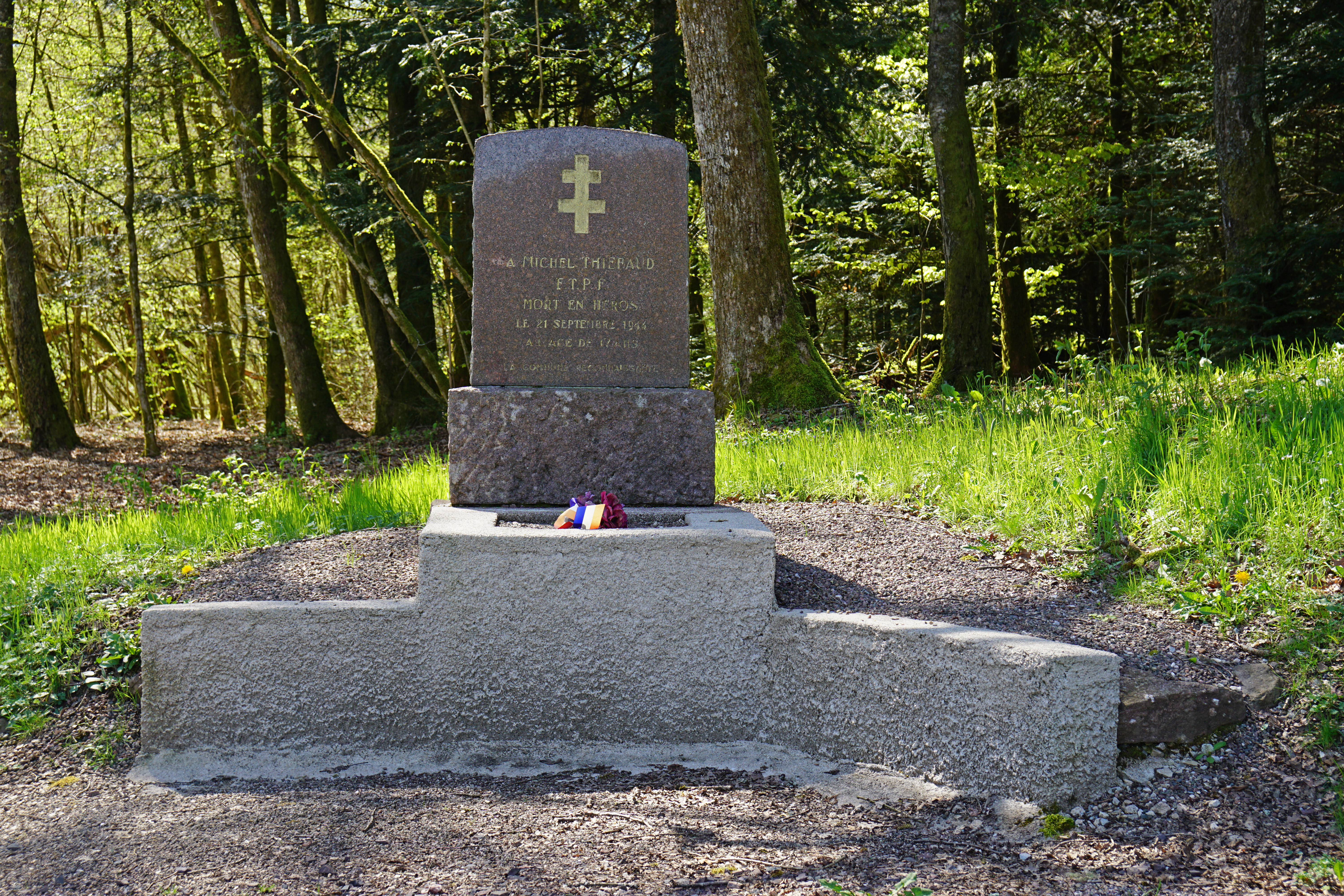
Stèle à Michel Thiebaud.
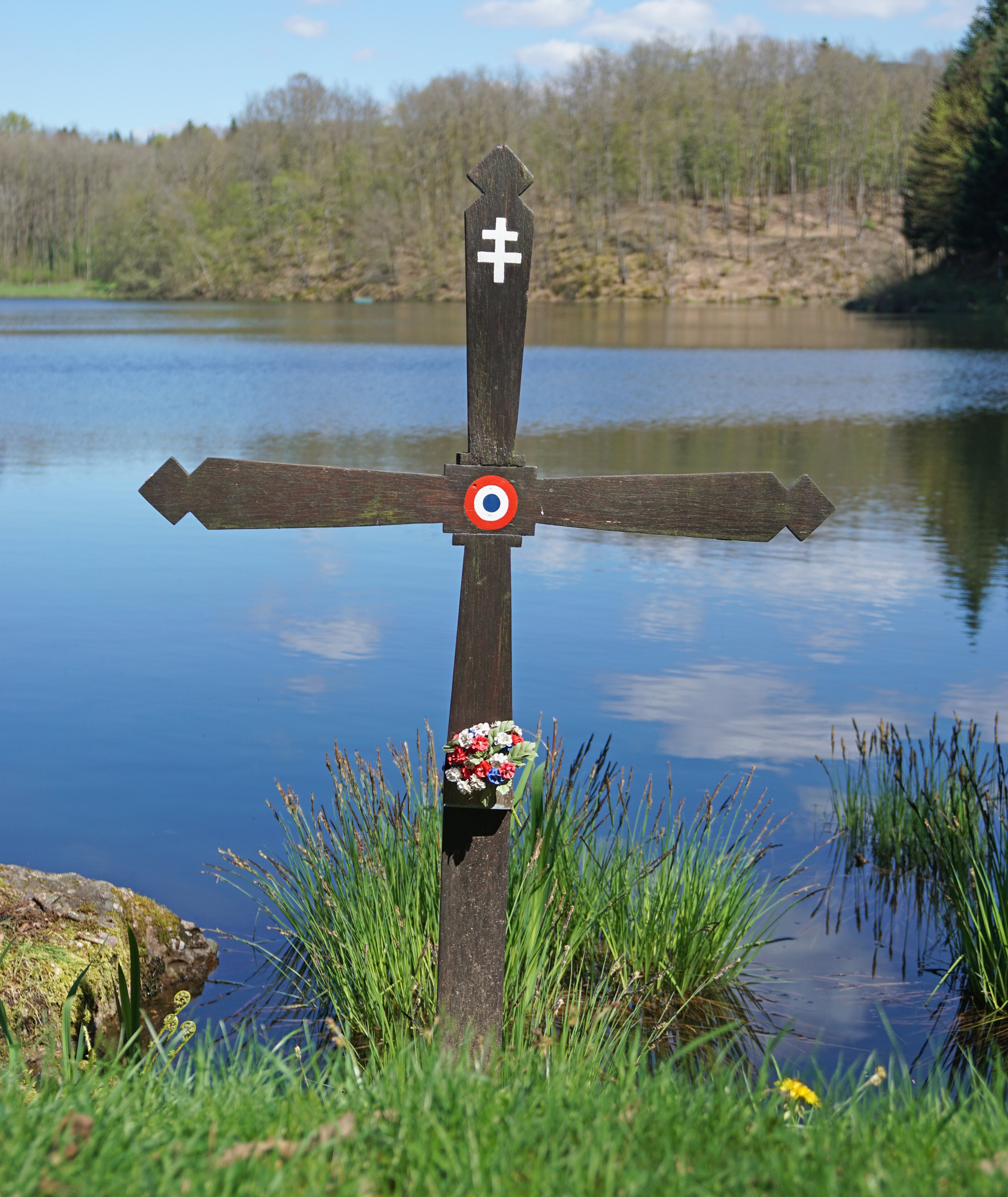
Croix voisine.

### Héraldique
| Blason de Belonchamp | Blason  | D'azur à trois soleils d'or, non figurés et mal ordonnés. |
| Blason de Belonchamp | Détails | Le statut officiel du blason reste à déterminer.          |